# Bang Bang Boom
Bang Bang Boom – wydany w 2003 singel amerykańskiego rapera Drag-Ona. Promuje album „Hell and Back”. Powstał do niego klip.
Podkład „Bang Bang Boom” został wyprodukowany przez Swizz Beatza, który wykonuje refren utworu.

## Lista utworów

### Strona A
1. „Bang Bang Boom” (Explicit)
2. „Bang Bang Boom” (Clean)
3. „Bang Bang Boom” (Squeky Clean)

### Strona B
1. „Bang Bang Boom” (Instrumental)
2. „Bang Bang Boom” (Acappella)